# Joelinton
Joelinton Cássio Apolinário de Lira, känd som Joelinton, född 14 augusti 1996 i Aliança, är en brasiliansk fotbollsspelare som spelar i Newcastle United.